# 석유 및 가스 매장량 및 자원 정량화

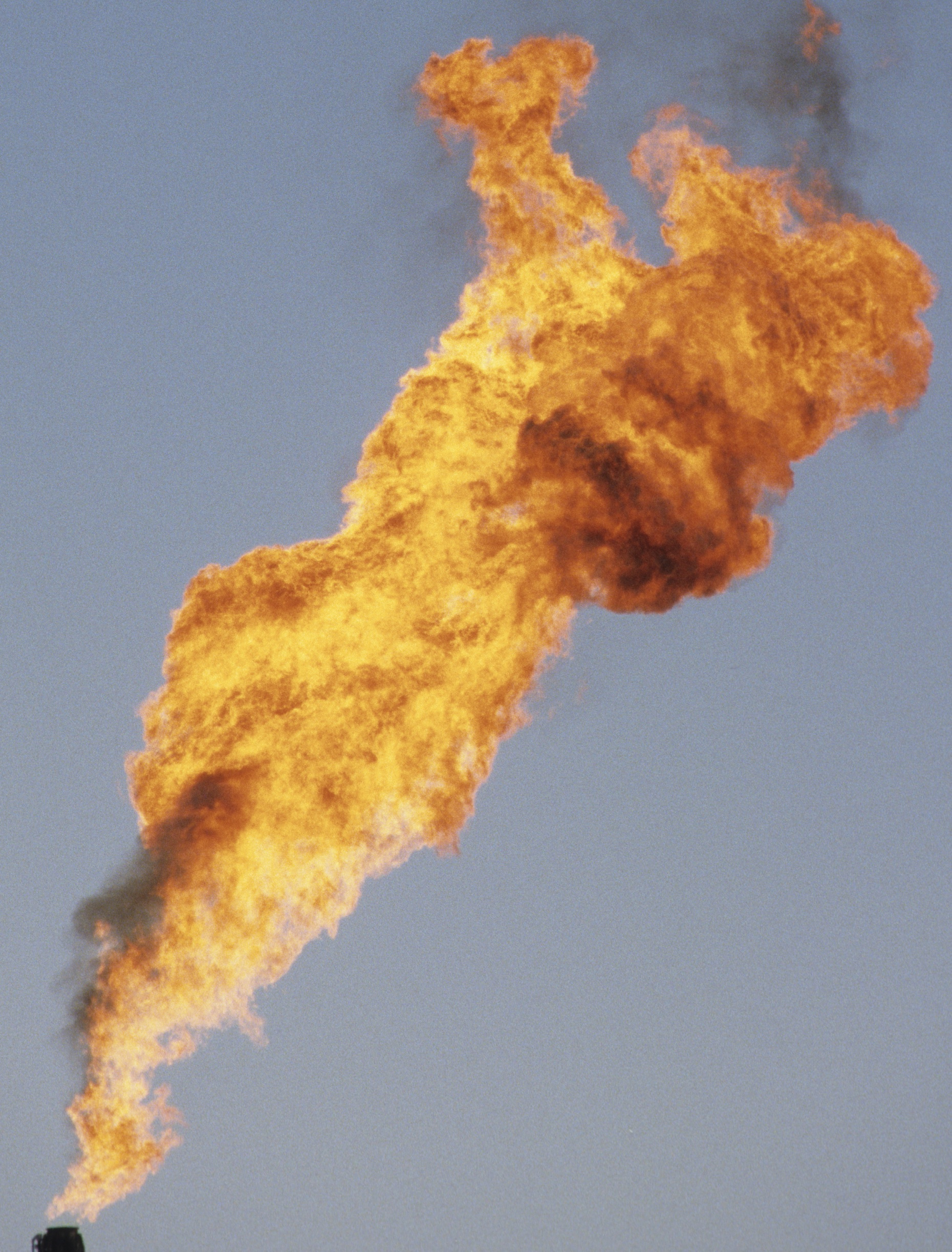
유정 시험의 플레어링 모습. 새로운 석유 또는 가스 발견의 첫 외부 징후로, 매장량 평가 자격을 얻을 가능성이 있다.

석유 및 가스 매장량은 알려진 유전에서 수익성 있게 생산/회수될 수 있는 석유와 천연가스의 발견된 양을 나타낸다. 승인된 운영 계획에 따라 매장량 보고일에 제출된 석유 및 가스 매장량은 변동하는 세계 시장 가격에도 민감하다. 매장량이 고려된 후의 남은 자원 추정치는 상업적 가치가 없을 가능성이 높으며, 상업적으로 확립되면 기술적으로 회수 가능성이 있는 것으로 평가될 수 있다. 천연가스는 종종 석유와 직접적으로 관련되며 가스 매장량은 일반적으로 석유환산배럴(BOE)로 인용된다. 결과적으로 석유 및 가스 매장량과 자원 추정치는 동일한 보고 지침을 따르며, 이하에서는 총칭하여 석유 및 가스로 지칭된다.

## 정량화

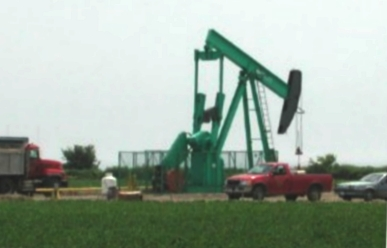
캐나다의 유정

다른 광물 자원 추정과 마찬가지로, 산업 전문가들은 지하에 축적된 석유 및 가스의 부피(일명 지하)를 정량화하기 위해 상세한 분류 체계를 고안했다. 이 체계는 경영진과 투자자들에게 그 축적물을 탐사, 개발 및 추출하는 데 드는 막대한 비용을 감당하기 전에 자산 간의 정량적 및 상대적 비교를 수행할 수단을 제공한다. 분류 체계는 회수 가능한 석유 및 가스의 부피 추정치에 대한 불확실성과 자원 성숙도에 따라 실제 존재할 확률(또는 존재하지 않을 위험)을 분류하는 데 사용된다. 탐사 중 식별된 잠재적인 지하 석유 및 가스 축적은 예상 자원으로 분류 및 보고된다. 자원은 평가 후, 드릴링으로 상업용 석유 및 가스의 충분한 축적이 입증되고, 권한이 부여되고 자금이 지원되는 개발 계획으로 권장되는 5년 이내에 생산을 시작할 시점에 매장량으로 재분류된다.
매장량 추정은 당국과 기업에 의해 요구되며, 주로 석유 및 가스 개발 및 생산 사업에 관련된 기업 또는 조직의 운영 또는 투자 의사 결정을 지원하기 위해 이루어진다. 매장량은 회사의 재무 상태를 결정하는 데 필요하며, 회사는 자원 성숙도의 다양한 단계에서 해당 추정치를 주주 및 "자원 보유자"에게 보고할 의무가 있을 수 있다.
현재 가장 널리 받아들여지는 분류 및 보고 방법론은 2018년 석유 자원 관리 시스템(PRMS)으로, 석유기술인협회(SPE), 세계석유협회(WPC), 미국석유지질학자협회(AAPG), 석유평가기술인협회(SPEE), 경제지질학자협회(SEG)가 공동으로 개발한 포괄적인 분류 프레임워크 내에서 석유 및 가스 양을 추정하는 일관된 접근 방식을 요약한다. 미국 시장에 증권을 등록하는 공기업은 PRMS와 많은 요소를 공유하는 증권거래위원회(SEC) 보고 요구 사항에 따라 입증된 매장량을 보고해야 한다. 또한 국가 또는 분지 수준의 석유 및 가스 자원 평가 보고를 위한 보다 일반화된 방법론을 표준화하려는 시도도 있었다.

## 매장량 및 자원 보고
석유 또는 가스 자원은 지구 지각의 지하에 있는 알려진(발견된 유전) 또는 잠재적인 석유 및 가스의 축적을 의미한다(즉, 미발견 유망지역 및 선행지역). 모든 매장량 및 자원 추정치는 부피 추정치에 대한 불확실성 (아래에 낮은, 중간 또는 높은 불확실성으로 표현됨)과 실제 존재할 위험 또는 가능성을 포함하며, 이는 사용 가능한 신뢰할 수 있는 지질 및 엔지니어링 데이터의 양과 해당 데이터의 해석을 좌우하는 평가 또는 자원 성숙도 수준에 따라 달라진다.
| 자원 등급 | 낮음 | 중간 | 높음 |
| --------- | ---- | ---- | ---- |
| 매장량    | 1P   | 2P   | 3P   |
| 잠재 자원 | 1C   | 2C   | 3C   |
| 예상 자원 | 1U   | 2U   | 3U   |

 매장량 추정 및 모니터링은 예를 들어 회사의 미래 생산 및 국가의 석유 및 가스 공급 잠재력에 대한 통찰력을 제공한다. 따라서 매장량은 자원의 가치와 수명을 표현하는 중요한 수단이다.
PRMS에서 '자원'과 '매장량'이라는 용어는 석유 및 가스 매장량 및 탄화수소 탐사 전반에 걸쳐 명확하고 구체적인 의미를 갖는다. 그러나 이 용어를 적용하는 데 필요한 엄격함의 수준은 보고 요구 사항에 영향을 미치는 자원 성숙도에 따라 달라진다. 석유 및 가스 매장량은 상업적(즉, 수익성 있는) 자원이거나 합리적으로 상업적일 것이 확실한 자원이다. 매장량은 석유 및 가스 회사의 주요 자산이다. 회계 처리란 이를 재무상태표에 추가하는 과정이다. 잠재 및 예상 자원 추정치는 훨씬 더 투기적이며 동일한 엄격함으로 회계 처리되지 않으며, 일반적으로 제한된 데이터 세트와 평가 성숙도를 반영하여 내부 회사용으로만 사용된다. 이러한 부피가 외부로 공개되면 자산 가치에 대한 인식을 높여 석유 및 가스 회사의 주식 또는 주식 가치에 영향을 미칠 수 있다. PRMS는 특히 상장 기업의 보고 요구 사항을 준수하기 위한 추정 프로세스에 대한 일관된 접근 방식을 위한 프레임워크를 제공한다. 에너지 회사는 SEC 서류 제출을 위해 매장량 또는 자원 회계 처리를 위한 제3자 보고서를 제공하기 위해 전문 독립 매장량 평가 컨설턴트를 고용할 수 있다.

### 매장량
발견된 축적물의 매장량 보고는 회수 가능한 부피의 다양한 불확실성을 정량화하기 위한 정보에 입각한 투자 결정을 위해 엄격한 통제를 받는다. 매장량은 PRMS에 사용되는 시스템에 따라 입증된(1P), 잠재적 및 가능한 세 가지 하위 범주로 정의된다. 잠재적 및 가능한 것으로 정의된 매장량은 입증된 매장량을 추정하는 데 사용된 것과 유사한 지질학적 및 공학적 기준에 기반한 증분적(또는 추가) 발견된 부피이다. 우발적 자원으로 분류되지 않더라도 일부 기술적, 계약적 또는 규제적 불확실성으로 인해 그러한 매장량이 입증된 것으로 분류되지 않는다. 이러한 정의 중 가장 널리 받아들여지는 것은 1997년 SPE와 WPC에서 원래 승인한 것을 기반으로 하며, 매장량은 하위 범주 분류 및 선언된 개발 프로젝트 계획에 적용되는 규칙에 따라 발견되고, 회수 가능하며, 상업적이고, 잔존해야 한다. 잠재적 및 가능한 매장량은 석유 회사와 정부 기관에서 미래 계획 목적으로 내부적으로 사용될 수 있지만, 일상적으로 또는 일관되게 집계되지는 않는다.

#### 입증된 매장량
입증된 매장량은 기존의 경제적 및 정치적 조건과 기존 기술로 회수 가능성이 합리적으로 확실하다고 주장되는 발견된 부피를 의미한다. 업계 전문가들은 이 범주를 "P90"(즉, 확률 분포에서 P90 부피를 생산하거나 초과할 확률이 90%라는 의미)으로 지칭한다. 입증된 매장량은 업계에서 1P로도 알려져 있다. 입증된 매장량은 개발된 입증 매장량(PD) 또는 미개발 입증 매장량(PUD)으로 지칭될 수 있다. PD 매장량은 기존 유정과 천공으로 생산될 수 있거나, 최소한의 추가 투자(운영 비용)가 필요한 추가 저류층(예: 이미 설치된 천공 세트 개방)에서 생산될 수 있는 매장량이다. PUD 매장량은 석유 및 가스를 지표로 끌어올리기 위해 추가 자본 투자(예: 새로운 유정 시추)가 필요하다.
생산량 회계는 기업에게 중요한 업무이다. 지표로 추출되어(생산) 국제 시장에서 판매되거나 국내에서 정제된 석유 또는 가스는 더 이상 매장량이 아니며, 회계 및 회사 재무상태표에서 제외된다. 2010년 1월까지 "1P" 입증된 매장량은 미국 증권거래위원회가 석유 회사들이 투자자들에게 보고하도록 허용한 유일한 유형이었다. 미국 증권거래소에 상장된 회사들은 기밀 유지를 조건으로 자신들의 주장을 검증해야 할 수도 있지만, 많은 정부와 국영 석유회사들은 검증 데이터를 공개적으로 밝히지 않는다. 2010년 1월부터 SEC는 이제 회사들이 2P(입증된 매장량과 잠재적 매장량 모두) 및 3P(입증된 매장량 + 잠재적 매장량 + 가능한 매장량)를 포함한 추가적인 선택적 정보를 제공할 수 있도록 허용하고 있다. 자격을 갖춘 제3자 컨설턴트의 재량에 따른 검증을 거쳐야 하지만, 많은 회사들은 2P 및 3P 추정치를 내부 목적으로만 사용하기로 선택한다.

#### 잠재적 및 가능한 매장량

확률론적 계산 방법으로 생성된 부피 불확실성 분포의 예시로, P10, P50, P90 부피가 표시되어 있다.

잠재적 추가 매장량은 알려진 축적에 귀속되며, 업계에서 "2P"(입증된 매장량 + 잠재적 매장량)라고도 불리는 입증된 매장량과 잠재적 매장량의 확률론적 누적 합계(확률 P50)이다. P50 표시는 실제 회수되는 부피가 2P 추정치와 같거나 그보다 클 확률이 최소 50% 이상이어야 함을 의미한다.
가능한 추가 매장량은 잠재적 매장량보다 회수될 확률이 낮은 알려진 축적에 귀속된다. 가능한 매장량의 회수 확률을 낮게 할당하는 이유는 지질학에 대한 다양한 해석, 매장량 충진(인접 지역에서 생산 유정으로의 침투 변동성과 관련됨)으로 인한 불확실성, 미래 회수 방법을 기반으로 한 예상 매장량 등이 있다. 입증된, 잠재적, 가능한 매장량의 확률론적 누적 합계는 업계에서 "3P"(입증된 매장량 + 잠재적 매장량 + 가능한 매장량)라고 불리며, P10 부피를 제공하거나 초과할 확률이 10%이다.(ibid)

### 자원 추정치
자원 추정치는 아직 시추되어 지표로 유출되지 않은 미발견 부피 또는 부피를 의미한다. 비매장량 자원은 정의상 기술적으로 또는 상업적으로 회수 가능할 필요가 없으며, 단일 또는 다수의 잠재적 축적물의 총합, 예를 들어 추정된 지질학적 분지 자원으로 표현될 수 있다.

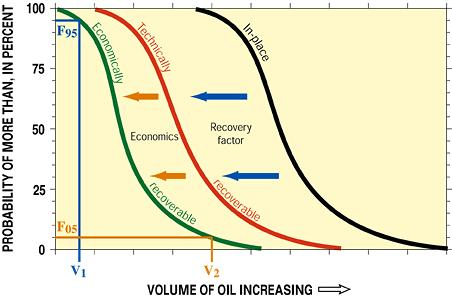
석유 부피와 확률을 보여주는 개략도. 곡선은 평가 중인 석유의 범주를 나타낸다. 경제적으로 회수 가능한 석유의 최소 V1 부피는 95%의 확률(P95 및 업계에서 F95로 자주 언급됨)을 가지며, 경제적으로 회수 가능한 석유의 최소 V2 부피는 5%의 확률(P05 또는 F05)을 가진다.

 비매장량 자원 범주는 두 가지이다.

#### 잠재 자원
발견이 이루어지면 예상 자원은 잠재 자원으로 재분류될 수 있다. 잠재 자원은 아직 상업적 개발에 충분히 성숙하지 않은 축적 또는 유전으로, 개발은 하나 이상의 조건 변경에 달려 있다. 회수 가능한 석유 및 가스 부피 추정치의 불확실성은 확률 분포로 표현되며, 프로젝트 성숙도 및 경제적 상태(1C, 2C, 3C, ibid)에 따라 세분화되고, 또한 실제 존재할 위험 또는 기회(POS 또는 COS)가 할당된다.

#### 예상 자원
미발견 상태인 예상 자원은 부피 불확실성 범위가 가장 넓고, 실제 존재할 위험 또는 기회(POS 또는 COS)가 가장 높다. 탐사 단계(발견 전)에서는 넓은 부피 불확실성 범위(일반적으로 P90-P50-P10)로 분류된다. PRMS에서는 부피 범위가 1U, 2U, 3U 약어로 분류되어 불확실성의 정도를 다시 반영한다. 회사들은 일반적으로 예상 자원에 대한 견해를 공개적으로 보고할 의무가 없지만, 자발적으로 그렇게 할 수 있다.

## 추정 기술
지하 석유층에 포함된 석유 및 가스의 총 추정량(부피)은 처음에 현장에 있는 석유 또는 가스(STOIIP 또는 각각 GIIP)라고 한다. 그러나 이 현장 석유 및 가스 중 일부만이 지표로 추출될 수 있으며(회수 가능), 오직 이 생산 가능한 부분만이 어떤 종류의 매장량 또는 자원으로 간주된다. 현장 석유 및 가스와 회수 가능한 부피의 비율은 회수율(RF)로 알려져 있으며, 이는 지하 지질학과 추출에 적용되는 기술의 조합에 의해 결정된다. 석유 및 가스 부피를 보고할 때 혼동을 피하기 위해 현장 석유 또는 회수 가능한 부피인지 명확히 해야 한다.
자원 추정에 적합한 기술은 자원 성숙도에 따라 결정된다. 자원 성숙도를 통해 다양한 정도로 사용되는 세 가지 주요 기술 범주가 있다: 아날로그(대체), 부피 측정(정적), 성능 기반(동적). 이들은 지식 또는 데이터의 공백을 메우는 데 도움이 되도록 결합된다. 확률적 및 결정론적 계산 방법 모두 자원 부피를 계산하는 데 일반적으로 사용되며, 결정론적 방법은 주로 매장량 추정(낮은 불확실성)에 적용되고 확률적 방법은 일반 자원 추정(높은 불확실성)에 적용된다.
| 방법          | 기법                     | 1P | 2P | 3P | 1C | 2C | 3C | 1U | 2U | 3U |
| ------------- | ------------------------ | -- | -- | -- | -- | -- | -- | -- | -- | -- |
| 아날로그      | YTF (세그먼트 생산 없음) |    |    |    |    |    |    | ☉  | ☉  | ☉  |
|               | YTF (세그먼트 생산 있음) |    |    |    |    |    |    | ☉  | ☉  | ☉  |
| 용적법        | 확정적                   | ☉  | ☉  | ☉  | ☉  | ☉  | ☉  | ☉  | ☉  | ☉  |
|               | 확률 모델                | ☉  | ☉  | ☉  | ☉  | ☉  | ☉  | ☉  | ☉  | ☉  |
|               | 정적 저류층 모델         | ☉  | ☉  | ☉  | ☉  | ☉  | ☉  |    |    |    |
| 성능 기반     | 동적 저류층 시뮬레이션   | ☉  | ☉  | ☉  | ☉  |    |    |    |    |    |
|               | 물질 수지                | ☉  | ☉  |    |    |    |    |    |    |    |
|               | 감퇴 곡선 분석           | ☉  | ☉  |    |    |    |    |    |    |    |
| 비전통 저류층 | 파일럿 (속도 과도기)     | ☉  | ☉  | ☉  | ☉  | ☉  | ☉  | ☉  | ☉  | ☉  |

지질학적, 지구물리학적, 기술 공학적 제약의 조합은 부피 정량화가 일반적으로 주로 지구과학자와 지하 엔지니어, 지상 엔지니어 및 경제학자로 구성된 통합 기술 및 상업 팀에 의해 수행됨을 의미한다. 지하 지질학은 직접 검사할 수 없으므로 간접 기술을 사용하여 자원의 크기와 회수 가능성을 추정해야 한다. 새로운 기술이 이러한 추정 기술의 정확도를 높였지만, 여전히 상당한 불확실성이 남아 있으며, 이는 확률론적 방법을 사용하여 잠재적인 회수 가능한 석유 및 가스 양의 범위로 표현된다. 일반적으로 유전 또는 가스전의 매장량(자원 추정치보다는)에 대한 초기 추정치는 보수적이며 시간이 지남에 따라 증가하는 경향이 있다. 이는 더 많은 데이터의 가용성 및 예측된 생산 성능과 실제 생산 성능 간의 개선된 일치 때문일 수 있다.
공개 거래 기업에게는 자원 및 매장량에 대한 적절한 외부 보고가 요구되며, 이는 증권 시장을 규제하고 정부 법적 요구 사항을 준수하는 당국이 관리하는 엄격한 정의와 분류에 의해 지배되는 회계 프로세스이다. 다른 국가 또는 산업 기관은 자원 및 매장량을 자발적으로 보고할 수 있지만, 동일한 엄격한 정의 및 통제를 따를 필요는 없다.

### 아날로그(YTF) 방법
아날로그는 기회나 플레이 세그먼트의 잠재적 가능성에 대해 분석가에게 알려줄 기존 데이터가 거의 없거나 전혀 없는 지역의 예상 자원에 적용된다. 아날로그 전용 기술은 아직 발견되지 않은 (YTF)이라고 불리며, 추정 중인 것과 지질학적으로 유사하고 해당 세그먼트에 대해 알려진 것과 일치하도록 데이터를 대체하는 생산 자산을 포함하는 영역을 식별하는 것을 포함한다. 기회 세그먼트는 분석가의 특정 관심사에 따라 글로벌, 국가, 분지, 구조적 영역, 플레이, 라이선스 또는 저수지 수준에서 어떤 수준으로도 확장될 수 있다. YTF는 개념적이며 석유 또는 가스 생산이 없거나 잠재력이 있다고 인식되는 새로운 플레이 개념이 도입되는 프론티어 지역의 잠재력을 파악하는 방법으로 일반적으로 사용된다. 그러나 아날로그 콘텐츠는 더 성숙한 매장량 또는 자원 설정(아래)에서 데이터에 공백이 있는 모든 지하 매개변수에 대해서도 대체될 수 있다.

### 용적법
재래식 저류층의 석유 및 가스 부피는 다음 부피 방정식으로 계산할 수 있다.
회수 가능 부피 = 총 암석 부피 * 순/총 * 다공성 * 석유 또는 가스 포화도 * 회수율 / 지층 부피 계수
확정적 부피는 아날로그 콘텐츠를 포함할 수 있는 단일 값이 이 방정식의 입력 매개변수로 사용될 때 계산된다. 확률적 부피는 방정식의 모든 또는 일부 항에 코풀라 (확률론)를 적용하여 불확실성 분포가 입력으로 적용될 때의 계산이며, 이는 매개변수 간의 종속성을 유지한다. 이러한 지질통계학적 방법은 아직 시추해야 하는 예상 자원에 가장 일반적으로 적용된다. 잠재 자원 또한 중요한 생산이 발생하기 전에 아날로그 콘텐츠 및 불확실성 분포를 포함하는 용적법으로 특징지어지며, 공간 분포 정보는 정적 저류층 모델에 보존될 수 있다. 정적 모델과 동적 유동 모델은 아날로그 저류층 성능 데이터로 채워져 정적 지구과학적 및 동적 저류층 성능 데이터의 양과 품질이 증가함에 따라 예측에 대한 신뢰도를 높일 수 있다.

### 성능 기반 방법
일단 생산이 시작되면, 생산율과 압력 데이터는 이전에 아날로그 데이터로 특징지어졌던 저류층 성능에 대한 예측을 가능하게 한다. 아날로그 데이터는 특정 동적 데이터가 누락된 경우 예상되는 저류층 성능에 대해 대체될 수 있으며, 이는 "최고의 기술적" 결과를 나타낸다.

#### 저류층 시뮬레이션
저류층 시뮬레이션은 저류층 공학 분야의 한 부분으로, 컴퓨터 모델을 사용하여 다공성 매체를 통과하는 유체(일반적으로 석유, 물, 가스)의 흐름을 예측한다. 재래식 저류층에서 회수 가능한 석유 및 가스의 양은 정적 회수 가능 부피를 정확하게 특성화하고 이를 동적 흐름과 이력 일치시켜 평가한다. 저류층 성능은 저류층의 물리적 환경이 추출되는 모든 분자와 함께 조정됨에 따라 회수율이 변하기 때문에 중요하다. 저류층이 오래 흐를수록 남아있는 매장량에 대한 예측이 더 정확하다. 동적 시뮬레이션은 분석가들이 매장량 부피를 업데이트하는 데 일반적으로 사용되며, 특히 크고 복잡한 저류층에서 그렇다. 일일 생산량은 생산 예측과 비교하여 실제 회수된 석유 또는 가스 부피를 기반으로 시뮬레이션 모델의 정확도를 확인할 수 있다. 위에서 언급한 아날로그 또는 용적법과 달리, 추정치의 신뢰도(또는 결과의 범위)는 지질학적, 공학적 및 생산 성능 데이터의 양과 품질이 증가함에 따라 증가한다. 그런 다음 이러한 데이터는 매장량을 조정하고 기록하기 전에 아날로그, 용적법 또는 정적 저류층 모델링에서 파생된 이전 추정치와 비교해야 한다.

#### 물질 수지법
유전 또는 가스전에 대한 물질 수지법은 저류층에서 생산된 석유, 물 및 가스의 부피와 저류층 압력의 변화를 연관시키는 방정식을 사용하여 남아있는 석유 및 가스를 계산한다. 이 방법은 저류층에서 유체가 생산됨에 따라 남아있는 석유 및 가스의 부피에 따라 저류층 압력이 변할 것이라고 가정한다. 이 방법은 광범위한 압력-부피-온도 분석과 유전의 정확한 압력 이력을 필요로 한다. 유사한 암석 및 유체 특성을 가진 유전에서 신뢰할 수 있는 압력 이력을 사용할 수 없는 한, 일부 생산이 발생해야 한다(일반적으로 최종 회수량의 5% ~ 10%).

#### 생산 감소 곡선 방법

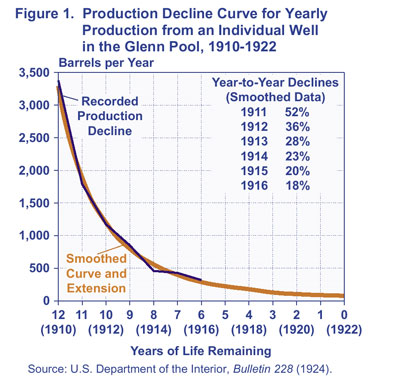
개별 유정의 생산 감소 곡선 예시

감소 곡선 방법은 알려진 생산 데이터를 외삽하여 감소 곡선에 맞추고 미래의 석유 및 가스 생산량을 추정하는 것이다. 가장 일반적인 세 가지 감소 곡선 형태는 지수 함수, 쌍곡선 함수, 조화 함수이다. 생산량이 합리적으로 부드러운 곡선으로 감소할 것이라고 가정하므로, 폐쇄된 유정 및 생산 제한에 대한 허용치가 있어야 한다. 곡선은 수학적으로 표현하거나 그래프에 플로팅하여 미래 생산량을 추정할 수 있다. 이 방법은 (암묵적으로) 모든 저류층 특성을 결합한다는 장점이 있다. 규제 또는 기타 인위적인 조건으로 생산이 제한되지 않는 경우, 통계적으로 유의미한 추세를 설정하기에 충분한 생산 이력이 필요하다.

### 매장량 증가
경험에 따르면 새로 발견된 석유 및 가스전의 초기 규모 추정치는 일반적으로 너무 낮다. 시간이 지남에 따라 유전의 최종 회수량에 대한 연속적인 추정치는 증가하는 경향이 있다. 매장량 증가라는 용어는 석유 및 가스전이 개발 및 생산됨에 따라 발생하는 최종 회수량 추정치의 일반적인 증가(그러나 좁아지는 범위)를 나타낸다. 많은 산유국은 저류층 공학 유전 데이터를 공개하지 않고 감사받지 않은 석유 매장량 주장을 제공한다. 일부 국가 정부가 공개하는 수치는 정치적 이유로 조작된 것으로 의심된다. 탈탄소화를 위한 국제 목표를 달성하기 위해 국제에너지기구는 2021년에 국가들이 더 이상 탐사를 확대하거나 파리 협정이 설정한 기후 목표를 달성하기 위해 매장량을 확대하는 프로젝트에 투자해서는 안 된다고 밝혔다.

## 비전통 저류층
위에서 설명한 PRMS의 분류 및 추정 기술은 석유 및 가스 축적이 물 속 석유 및 가스의 부력과 모세관력 간의 유체역학적 상호작용에 의해 제어되는 재래식 저류층에만 적용된다. 비전통 저류층의 석유 또는 가스는 모세관력을 초과하여 암석 매트릭스에 훨씬 더 단단히 결합되어 있으므로 추출 및 자원 추정에 다른 접근 방식이 필요하다. 비전통 저류층 또는 축적물은 또한 다른 식별 수단을 필요로 하며, 석탄층 메탄(CBM), 분지 중심 가스(낮은 투과성), 낮은 투과성의 치밀 가스(셰일 가스 포함) 및 치밀 석유(셰일 석유 포함), 가스 하이드레이트, 천연 비튜멘(매우 높은 점도 석유), 그리고 오일 셰일(케로겐) 퇴적물을 포함한다. 초저 투과성 저류층은 유량 대 시간의 로그 플롯에서 절반 기울기를 나타내는데, 이는 매트릭스 표면에서 인접 균열로의 배수로 인해 발생한다고 여겨진다. 이러한 저류층은 일반적으로 규제 또는 소유권 경계에 의해 중단될 수 있는 지역적으로 광범위하며, 검증하기 매우 어려운 막대한 석유 및 가스 부피를 보유할 잠재력이 있다고 여겨진다. 비전통 축적물에서 고유하지 않은 흐름 특성은 상업적 실현 가능성이 추출에 적용되는 기술에 따라 달라진다는 것을 의미한다. 단일 제어점에서 외삽, 즉 자원 추정은 경제적 실현 가능성의 증거가 있는 인근 생산 아날로그에 의존한다. 이러한 상황에서는 매장량을 정의하기 위해 파일럿 프로젝트가 필요할 수 있다. 다른 모든 자원 추정치는 투기적인 아날로그-전용 파생 YTF 부피일 가능성이 높다.

## 같이 보기
- 코풀라 (확률론)
- 감퇴 곡선 분석
- 최종 회수량 추정
- 석유 추출
- 세계 전략 석유 비축량
- 석유 및 가스 탐사 및 생산 약어 목록
- 천연가스전 목록
- 유전 목록
- 유전 서비스 회사 목록
- 석유 탐사
- 원유 재고
- 석유 생산 정점
- 석유 플레이
- 확률 밀도 함수
- 좌초 가스 매장량
- 불확실성

에너지 및 자원:
- 에너지 안보
- 가채 천연가스 매장량에 따른 나라 목록
- 가채 석유 매장량에 따른 나라 목록
- 천연가스
- 입증된 매장량
- 자원의 저주
- 세계 에너지 자원 및 소비